# A27 (Groot-Brittannië)
De A27 is een weg in het uiterste zuiden van Engeland. De weg loopt min of meer van west naar oost, grofweg parallel aan de zuidkust. Hij verbindt Whiteparish via Southampton, Portsmouth, Fareham, en Brighton and Hove met Pevensey. De weg is 138,6 km lang. Het westelijke deel (roodgekleurd op het kaartje hierrnaast), van Whiteparish tot aan Cosham, is aanvankelijk een tweestrooks, en verderop een vierstrooks weg die grotendeels parallel loopt aan de M27; het oostelijke deel (groengekleurd) is een snelweg, en feitelijk de voortzetting van de M27.

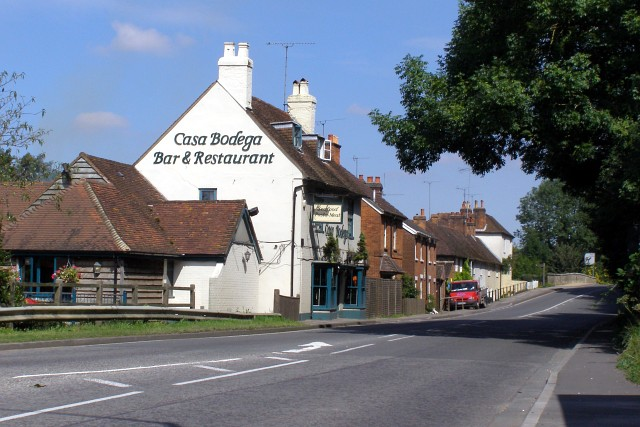
De westelijke A27, bij Romsey.

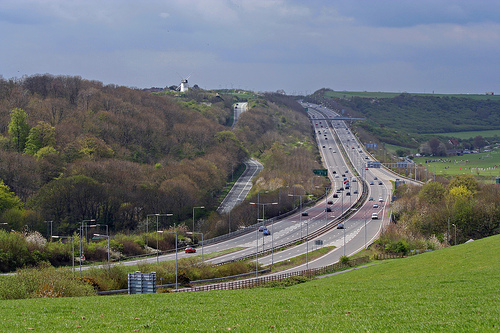
De oostelijke A27, bij Brighton and Hove.

De A27 heeft de reputatie vaak filevorming te hebben en onveilig te zijn. Een van de vele slachtoffers op deze weg was de acteur Desmond Llewelyn, bekend als Q in diverse James Bond films, die in 1999 op deze weg dodelijk verongelukte.

## De Shoreham Airshow-crash
Op 22 augustus 2015 stortte een Hawker Hunter straaljager, die deelnam aan een vliegshow, neer op deze weg. Daarbij werden meerdere voertuigen geraakt en elf mensen gedood. Zestien mensen, waaronder de piloot, raakten gewond. De weg was gedurende 8 dagen geheel afgesloten en kon pas een maand na het ongeluk weer normaal gebruikt worden.